# 安高·约恩森
安高·约恩森（丹麥語：Anker Jørgensen，['ɑŋg̊ɐ ˈjɶɐ̯ˀg̊nsn̩]，1922年7月13日—2016年3月20日），出生於哥本哈根的丹麦政治人物，丹麦社会民主党成员，1972年到1973年，以及1975到1982年两度担任丹麦首相。2016年3月20日於哥本哈根辭世，享年93歲。
| 前任： 延斯·奥托·克拉格     | 丹麦首相 1972年10月5日-1973年12月15日   | 繼任： 保罗·哈特林       |
| 前任： 保罗·哈特林          | 丹麦首相 1975年2月13日-1982年9月10日    | 繼任： 保罗·施吕特       |
| 前任： 克努特·博尔格·安德森 | 丹麥外交大臣 1978年7月1日-1978年8月30日 | 繼任： 亨宁·克里斯托夫森 |
| 前任： 延斯·奥托·克拉格     | 社会民主党领袖 1972年-1978年            | 繼任： 斯文·奥肯         |